# Roy O. Disney

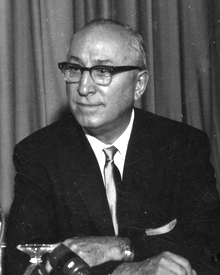
Roy O. Disney (1965)

Roy Oliver Disney (* 24. Juni 1893 in Chicago; † 20. Dezember 1971 in Burbank) war der ältere Bruder von Walt Disney, mit dem er 1923 die Walt Disney Company als Disney Brothers Cartoon Studio gründete. Während sein Bruder den kreativen Teil des Unternehmens abdeckte, war Roy Oliver Disney für den finanziellen Teil zuständig. Er war Vorstandsvorsitzender (1929–1971) und Präsident (1945–1971) der Walt Disney Company.

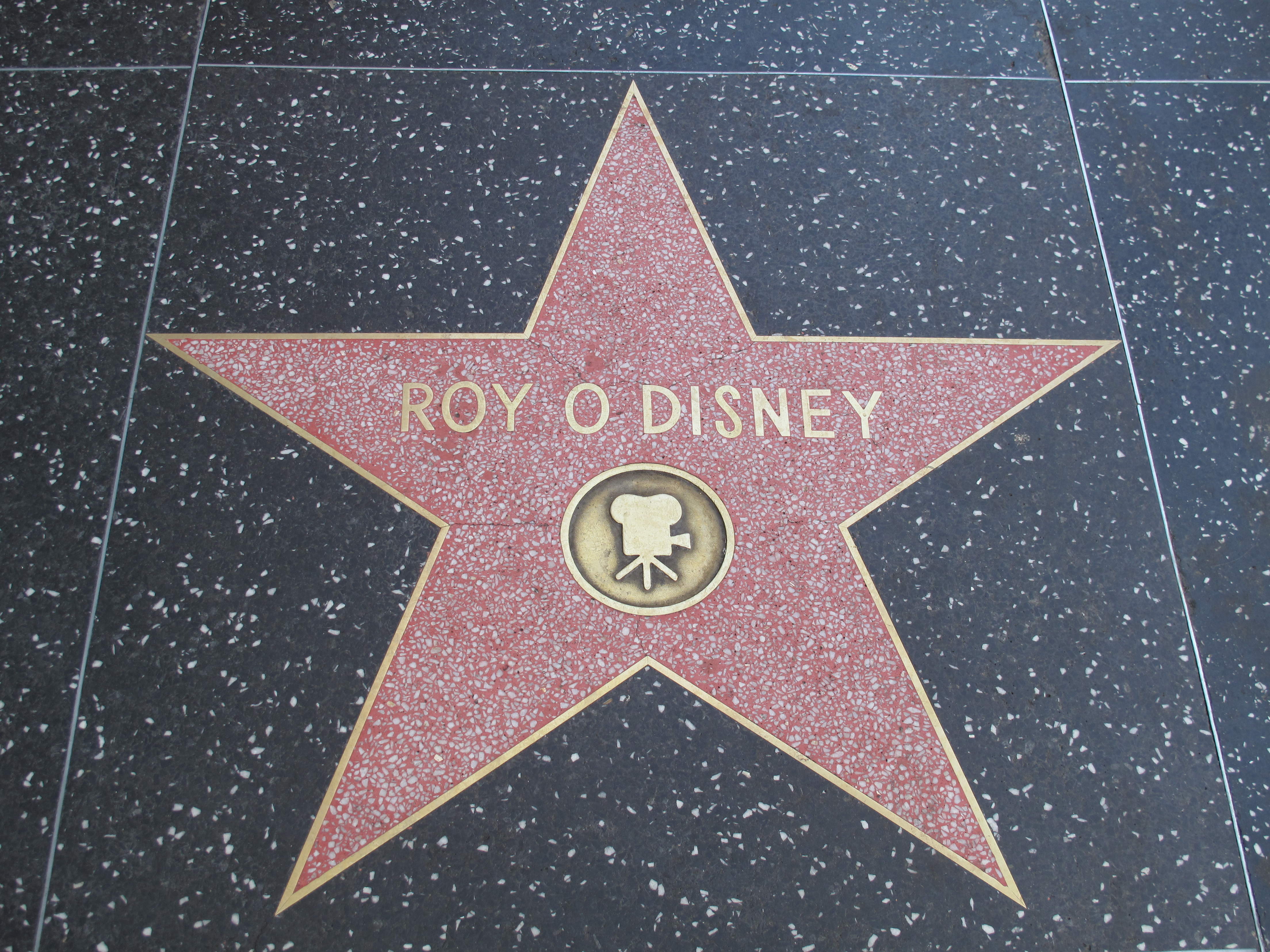
Roy O. Disneys Stern auf dem Hollywood Walk of Fame

## Leben
Roy Oliver Disney wurde als Sohn von Elias Disney und Flora Disney, geborene Call, in Chicago geboren. 1925 heiratete er Edna Francis (1890–1984), mit der er einen Sohn namens Roy Edward Disney (1930–2009) hatte.
Zusammen mit seinem jüngeren Bruder Walt Disney, war Roy Mitbegründer der heutigen The Walt Disney Company. Während Walt der kreative Mann war, war Roy derjenige, der dafür sorgte, dass das Unternehmen finanziell stabil war; Roy und Walt gründeten beide als Brüder die Disney Studios, aber Walt kaufte 1929 den größten Teil von Roys Anteil auf. Nach dem Tod von Walter Disney im Jahr 1966 verschob Roy seinen Ruhestand, um den Bau dessen zu beaufsichtigen, was damals als Disney World bekannt war, und benannte es später zu Ehren seines Bruders in Walt Disney World um.
Er starb zwei Monate nach der Eröffnung von Disney World im Alter von 78 Jahren an einem Hirnschlag und wurde auf dem Forest-Lawn-Friedhof in Hollywood beigesetzt.
In Disney World steht im Magic Kingdom eine Statue, die Roy Oliver Disney auf einer Parkbank neben Minnie Maus sitzend darstellt.